# درسة كستنائية الأذن
الدرسة كستنائية الأذن هو نوع من آسيا الجواثم تنتمي إلى فصيلة من الدرسات.

## الاستنساخ

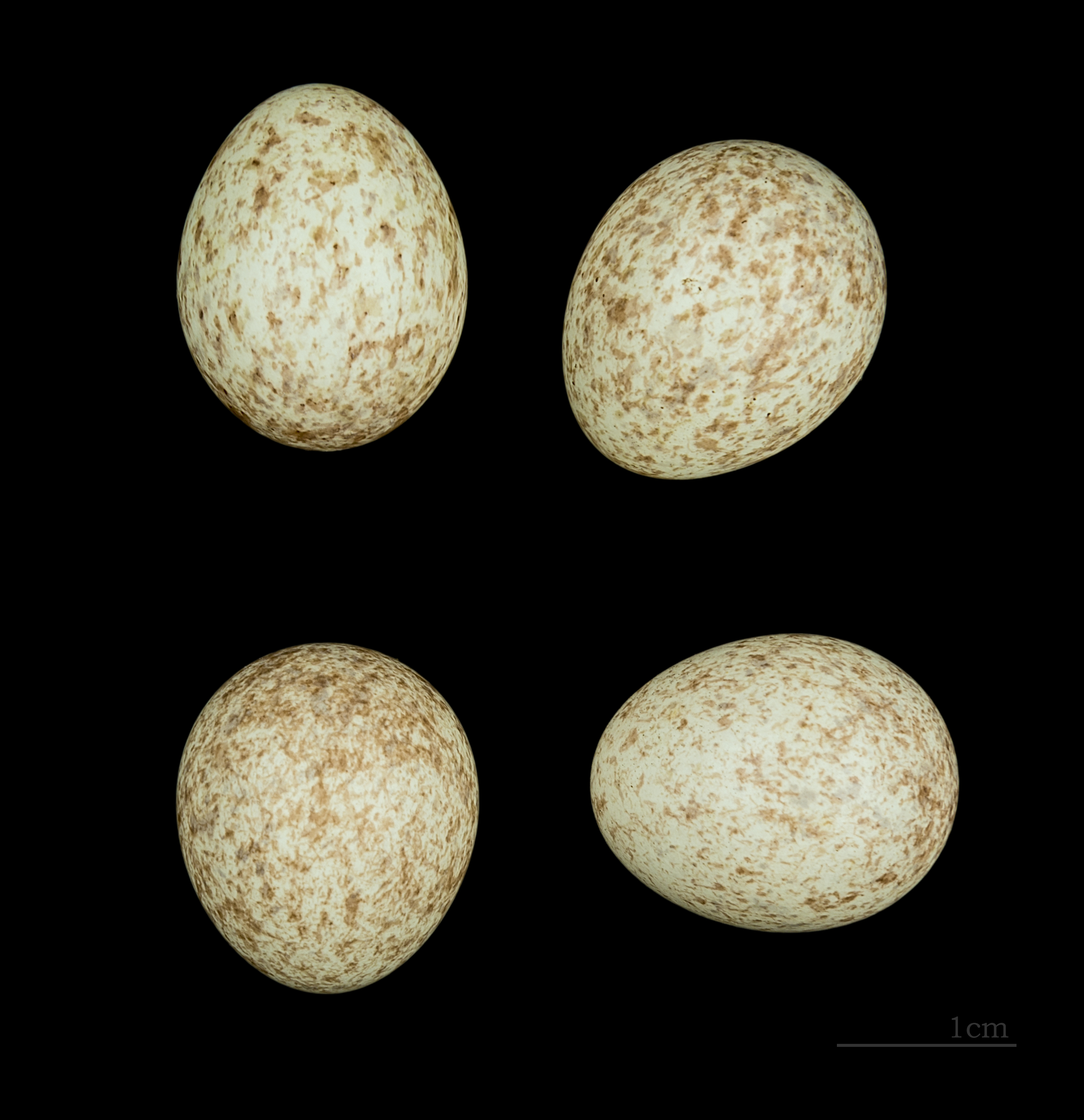
بيض العصفور النكاف في متحف التاريخ الطبيعي في تولوز

## منهجية
الأنواع Emberiza fucata وصفها عالم الحيوان الألماني بيتر سيمون بالاس في عام 1776.

## الملاحظات والمراجع
1. ↑  The IUCN Red List of Threatened Species 2021.3 (بالإنجليزية), 9 Dec 2021, QID:Q110235407
2. 1 2  IOC World Bird List Version 6.3 (بالإنجليزية), 21 Jul 2016, DOI:10.14344/IOC.ML.6.3, QID:Q27042747
3. ↑  IOC World Bird List. Version 7.2 (بالإنجليزية), 22 Apr 2017, DOI:10.14344/IOC.ML.7.2, QID:Q29937193
4. ↑  World Bird List: IOC World Bird List (بالإنجليزية) (6.4th ed.), International Ornithologists' Union, 2016, DOI:10.14344/IOC.ML.6.4, QID:Q27907675
5. ↑  Pallas 1776, Reise durch verschiedene Provinzen des Russischen Reichs 3 p.
 698

## وصلات خارجية
- Référence Alan P. Peterson : Emberiza fucata dans Emberizidae (en)(بالإنجليزية) Référence Alan P. Peterson : Emberiza fucata  dans Emberizidae
- Référence Catalogue of Life : Emberiza fucata Pallas, 1776 (en)"Emberiza fucata Pallas, 1776". دليل الحياة. ITIS. أنواع 2000.{{استشهاد ويب}}:  صيانة الاستشهاد: آخرون (link)
- "Emberiza fucata". أفيباس [الإنجليزية]‏.{{استشهاد ويب}}:  صيانة الاستشهاد: علامات ترقيم زائدة (link)
- Référence Animal Diversity Web : Emberiza fucata (en)(بالإنجليزية) مرجع قاعدة بيانات التنوع الحيواني (ADW) : Emberiza fucata
- Référence NCBI : Emberiza fucata (en)Emberiza fucata في المركز الوطني لمعلومات التقانة الحيوية (NCBI)